# Passiflora quadriglandulosa
Passiflora quadriglandulosa är en passionsblomsväxtart som beskrevs av Rodschied. Passiflora quadriglandulosa ingår i släktet passionsblommor, och familjen passionsblomsväxter. Inga underarter finns listade i Catalogue of Life.